# Stemma del Lussemburgo
Lo stemma del Lussemburgo è l'attuale emblema ufficiale di stato del Granducato del Lussemburgo.

## Blasonatura
Lo stemma ha origine nel medioevo e deriva dallo scudo dell'antico Ducato del Limburgo, oggi diviso fra Belgio e Paesi Bassi. Lo scudo è composto da un campo d'azzurro fasciato d'argento di otto pezzi, caricato di un leone rampante di rosso con la coda forcata, coronato, armato e lampassato d'oro. I tenenti sono costituiti da due leoni, lo stemma è avvolto nel manto di ermellino ed è sormontato dalla corona principesca lussemburghese.

## Storia
L'origine dello stemma del Lussemburgo viene fatta risalire al 1235, quando Enrico V il Biondo fu il primo conte del Lussemburgo ad adottarne una forma primitiva. Lo scudo attuale è regolamentato per legge dal 1972, legge confermata il 17 giugno 1993.
Esistono tre versioni dello stemma del Lussemburgo: una piccola, una media e una grande. Tutte e tre, però, sono composte dagli stessi elementi araldici.
Il Granduca possiede tre versioni personali simili allo stemma nazionale.

Grande stemma nazionale
Medio stemma nazionale
Piccolo stemma nazionale
Grande stemma del Granduca
Medio stemma del Granduca
Piccolo stemma del Granduca

## Fonti
- Jean-Claude Loutsch, Armorial du pays de Luxembourg, Publications nationales du Ministère des Arts et des Sciences, Luxembourg, 1974.